# جون دبليو. هاتشينسون
جون دبليو. هاتشينسون (بالإنجليزية: John W. Hutchinson)‏ هو أستاذ جامعي ومهندس أمريكي، ولد في 10 أبريل 1939 في هارتفورد في الولايات المتحدة.